# Augustine Kasujja

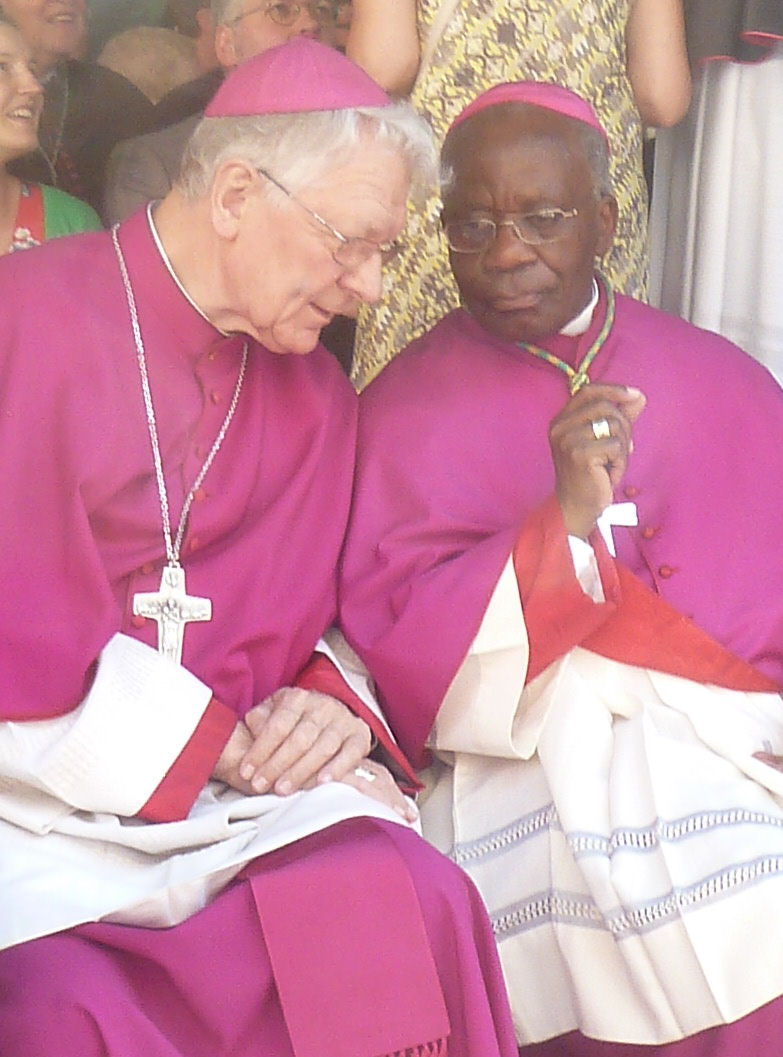
Kasujja (rechts) und Bischof Lucas Van Looy (2017)

Augustine Kasujja (* 26. April 1946 in Mitala-Maria, Uganda) ist ein ugandischer Geistlicher, emeritierter römisch-katholischer Erzbischof und Diplomat des Heiligen Stuhls.

## Leben
Papst Paul VI. spendete Augustine Kasujja am 6. Januar 1973 die Priesterweihe für das Erzbistum Kampala.
Papst Johannes Paul II. ernannte ihn am 26. Mai 1998 zum Titularerzbischof pro hac vice von Caesarea in Numidia und zum Apostolischen Nuntius in Algerien und Tunesien. Die Bischofsweihe spendete ihm der Erzbischof von Kampala, Emmanuel Kardinal Wamala, am 22. August desselben Jahres; Mitkonsekratoren waren Carlo Maria Viganò, Apostolischer Nuntius in Nigeria, und Paul Lokiru Kalanda, Bischof von Fort Portal.
Am 22. April 2004 wurde er zum Apostolischen Nuntius auf Madagaskar, Mauritius und den Seychellen ernannt. Am 9. Juni 2004 wurde er zudem zum Apostolischen Nuntius auf Mauritius ernannt. Papst Benedikt XVI. ernannte ihn am 2. Februar 2010 zum Apostolischen Nuntius in Nigeria. Am 12. Oktober 2016 ernannte ihn Papst Franziskus zum Apostolischen Nuntius in Belgien. Am 7. Dezember desselben Jahres wurde er zusätzlich zum Apostolischen Nuntius in Luxemburg ernannt.
Am 31. August 2021 nahm Papst Franziskus seinen altersbedingten Rücktritt an.